# Buenavista (métro de Mexico)
Pour les articles homonymes, voir Buenavista.
Buenavista est une station terminus de la Ligne B du métro de Mexico, située au centre de Mexico, dans la délégation Cuauhtémoc.

## La station
La station ouverte en 1999, doit son nom à la colonia Buenavista. Son logo est l'avant d'une locomotive, rappel de la gare de Buenavista qui s'y trouve et qui forme l'actuel terminal du train de banlieue.